# Liste des députés européens de France de la 9e législature
Cet article présente la liste des députés européens de France de la 9e législature (2019-2024).

## Répartition partisane
| Groupe            | Logo du groupe                                                                 | Sièges | Liste d'élection de 2019                                                       | Parti                                   | Parti                            | Sièges     | Parti européen |
| ----------------- | ------------------------------------------------------------------------------ | ------ | ------------------------------------------------------------------------------ | --------------------------------------- | -------------------------------- | ---------- | -------------- |
| RE                |                                                                                | 23     | Renaissance, soutenue par La République en marche, le MoDem et ses partenaires |                                         | Renaissance (RE)                 | 10         | Renew Europe   |
| RE                |                                                                                | 23     | Renaissance, soutenue par La République en marche, le MoDem et ses partenaires | Mouvement démocrate (MoDem)             | 6                                | PDE        |                |
| RE                |                                                                                | 23     | Renaissance, soutenue par La République en marche, le MoDem et ses partenaires | Horizons (HOR)                          | 2                                | Aucun      |                |
| RE                |                                                                                | 23     | Renaissance, soutenue par La République en marche, le MoDem et ses partenaires | Parti radical (PRV)                     | 2                                | Parti ALDE |                |
| RE                |                                                                                | 23     | Renaissance, soutenue par La République en marche, le MoDem et ses partenaires | Italia Viva (IV)                        | 1                                | PDE        |                |
| RE                |                                                                                | 23     | Renaissance, soutenue par La République en marche, le MoDem et ses partenaires | Divers centre                           | 1                                | Aucun      |                |
| RE                | Europe Écologie                                                                | 23     |                                                                                | Renaissance (RE)                        | 1                                | Aucun      |                |
| ID                |                                                                                | 18     | Prenez le pouvoir, liste soutenue par Marine Le Pen                            |                                         | Rassemblement national (RN)      | 18         | PID            |
| V-ALE             |                                                                                | 12     | Europe Écologie                                                                |                                         | Europe Écologie Les Verts (EELV) | 9          | PVE            |
| V-ALE             |                                                                                | 12     | Europe Écologie                                                                | Femu a Corsica (FaC)                    | 1                                | ALE        |                |
| V-ALE             |                                                                                | 12     | Europe Écologie                                                                | Union démocratique bretonne (UDB)       | 1                                | ALE        |                |
| V-ALE             |                                                                                | 12     | Europe Écologie                                                                | Divers écologiste                       | 1                                | Aucun      |                |
| PPE               |                                                                                | 8      | Union de la droite et du centre                                                |                                         | Les Républicains (LR)            | 7          | Parti PPE      |
| PPE               |                                                                                | 8      | Union de la droite et du centre                                                | Les Centristes (LC)                     | 1                                | Aucun      |                |
| GUE/NGL           |                                                                                | 6      | La France insoumise                                                            |                                         | La France insoumise (LFI)        | 5          | MLP            |
| GUE/NGL           |                                                                                | 6      | La France insoumise                                                            | Gauche républicaine et socialiste (GRS) | 1                                | Aucun      |                |
| S&D               |                                                                                | 7      | Envie d'Europe écologique et sociale                                           |                                         | Parti socialiste (PS)            | 3          | PSE            |
| S&D               |                                                                                | 7      | Envie d'Europe écologique et sociale                                           | Place publique (PP)                     | 2                                | Aucun      |                |
| S&D               |                                                                                | 7      | Envie d'Europe écologique et sociale                                           | Nouvelle Donne (ND)                     | 1                                | Aucun      |                |
| S&D               | Renaissance, soutenue par La République en marche, le MoDem et ses partenaires | 7      |                                                                                | Divers gauche                           | 1                                | Aucun      |                |
| CRE               |                                                                                | 1      |                                                                                |                                         | Reconquête (REC)                 | 1          | Aucun          |
| Non-inscrits (NI) | non-inscrit                                                                    | 5      | Prenez le pouvoir, liste soutenue par Marine Le Pen                            |                                         | Divers extrême-droite            | 4          | Aucun          |

## Liste des députés européens
| Nom                        | Parti | Parti                             | Liste                                                                          | Groupe parlementaire européen | Portrait |
| -------------------------- | ----- | --------------------------------- | ------------------------------------------------------------------------------ | ----------------------------- | -------- |
| Nathalie Loiseau           |       | Horizons                          | Renaissance, soutenue par La République en marche, le MoDem et ses partenaires | RE                            |          |
| Pascal Canfin              |       | Renaissance                       | Renaissance, soutenue par La République en marche, le MoDem et ses partenaires | RE                            |          |
| Marie-Pierre Vedrenne      |       | Mouvement démocrate               | Renaissance, soutenue par La République en marche, le MoDem et ses partenaires | RE                            |          |
| Jérémy Decerle             |       | Renaissance                       | Renaissance, soutenue par La République en marche, le MoDem et ses partenaires | RE                            |          |
| Catherine Chabaud          |       | Mouvement démocrate               | Renaissance, soutenue par La République en marche, le MoDem et ses partenaires | RE                            |          |
| Guy Lavocat                |       | Renaissance                       | Renaissance, soutenue par La République en marche, le MoDem et ses partenaires | RE                            |          |
| Fabienne Keller            |       | Renaissance                       | Renaissance, soutenue par La République en marche, le MoDem et ses partenaires | RE                            |          |
| Bernard Guetta             |       | Divers centre                     | Renaissance, soutenue par La République en marche, le MoDem et ses partenaires | RE                            |          |
| Irène Tolleret             |       | Renaissance                       | Renaissance, soutenue par La République en marche, le MoDem et ses partenaires | RE                            |          |
| Stéphane Bijoux            |       | Renaissance                       | Renaissance, soutenue par La République en marche, le MoDem et ses partenaires | RE                            |          |
| Sylvie Brunet              |       | Mouvement démocrate               | Renaissance, soutenue par La République en marche, le MoDem et ses partenaires | RE                            |          |
| Gilles Boyer               |       | Horizons                          | Renaissance, soutenue par La République en marche, le MoDem et ses partenaires | RE                            |          |
| Stéphanie Yon-Courtin      |       | Renaissance                       | Renaissance, soutenue par La République en marche, le MoDem et ses partenaires | RE                            |          |
| Pierre Karleskind          |       | Renaissance                       | Renaissance, soutenue par La République en marche, le MoDem et ses partenaires | RE                            |          |
| Laurence Farreng           |       | Mouvement démocrate               | Renaissance, soutenue par La République en marche, le MoDem et ses partenaires | RE                            |          |
| Dominique Riquet           |       | Parti radical                     | Renaissance, soutenue par La République en marche, le MoDem et ses partenaires | RE                            |          |
| Valérie Hayer              |       | Renaissance                       | Renaissance, soutenue par La République en marche, le MoDem et ses partenaires | RE                            |          |
| Christophe Grudler         |       | Mouvement démocrate               | Renaissance, soutenue par La République en marche, le MoDem et ses partenaires | RE                            |          |
| Sandro Gozi                |       | Italia Viva                       | Renaissance, soutenue par La République en marche, le MoDem et ses partenaires | RE                            |          |
| Ilana Cicurel              |       | Renaissance                       | Renaissance, soutenue par La République en marche, le MoDem et ses partenaires | RE                            |          |
| Max Orville                |       | Mouvement démocrate               | Renaissance, soutenue par La République en marche, le MoDem et ses partenaires | RE                            |          |
| Catherine Amalric          |       | Parti radical                     | Renaissance, soutenue par La République en marche, le MoDem et ses partenaires | RE                            |          |
| Salima Yenbou              |       | Renaissance                       | Europe Écologie                                                                | RE                            |          |
| Jordan Bardella            |       | Rassemblement national            | Prenez le pouvoir, liste soutenue par Marine Le Pen                            | ID                            |          |
| Thierry Mariani            |       | Rassemblement national            | Prenez le pouvoir, liste soutenue par Marine Le Pen                            | ID                            |          |
| Dominique Bilde            |       | Rassemblement national            | Prenez le pouvoir, liste soutenue par Marine Le Pen                            | ID                            |          |
| Virginie Joron             |       | Rassemblement national            | Prenez le pouvoir, liste soutenue par Marine Le Pen                            | ID                            |          |
| Jean-Paul Garraud          |       | Rassemblement national            | Prenez le pouvoir, liste soutenue par Marine Le Pen                            | ID                            |          |
| Catherine Griset           |       | Rassemblement national            | Prenez le pouvoir, liste soutenue par Marine Le Pen                            | ID                            |          |
| Gilles Lebreton            |       | Rassemblement national            | Prenez le pouvoir, liste soutenue par Marine Le Pen                            | ID                            |          |
| Jean-François Jalkh        |       | Rassemblement national            | Prenez le pouvoir, liste soutenue par Marine Le Pen                            | ID                            |          |
| Aurélia Beigneux           |       | Rassemblement national            | Prenez le pouvoir, liste soutenue par Marine Le Pen                            | ID                            |          |
| Philippe Olivier           |       | Rassemblement national            | Prenez le pouvoir, liste soutenue par Marine Le Pen                            | ID                            |          |
| Annika Bruna               |       | Rassemblement national            | Prenez le pouvoir, liste soutenue par Marine Le Pen                            | ID                            |          |
| France Jamet               |       | Rassemblement national            | Prenez le pouvoir, liste soutenue par Marine Le Pen                            | ID                            |          |
| André Rougé                |       | Rassemblement national            | Prenez le pouvoir, liste soutenue par Marine Le Pen                            | ID                            |          |
| Mathilde Androuët          |       | Rassemblement national            | Prenez le pouvoir, liste soutenue par Marine Le Pen                            | ID                            |          |
| Jean-Lin Lacapelle         |       | Rassemblement national            | Prenez le pouvoir, liste soutenue par Marine Le Pen                            | ID                            |          |
| Marie Dauchy               |       | Rassemblement national            | Prenez le pouvoir, liste soutenue par Marine Le Pen                            | ID                            |          |
| Éric Minardi               |       | Rassemblement national            | Prenez le pouvoir, liste soutenue par Marine Le Pen                            | ID                            |          |
| Patricia Chagnon           |       | Rassemblement national            | Prenez le pouvoir, liste soutenue par Marine Le Pen                            | ID                            |          |
| François Thiollet          |       | Europe Écologie Les Verts         | Europe Écologie                                                                | V-ALE                         |          |
| Damien Carême              |       | Europe Écologie Les Verts         | Europe Écologie                                                                | V-ALE                         |          |
| Marie Toussaint            |       | Europe Écologie Les Verts         | Europe Écologie                                                                | V-ALE                         |          |
| David Cormand              |       | Europe Écologie Les Verts         | Europe Écologie                                                                | V-ALE                         |          |
| Karima Delli               |       | Europe Écologie Les Verts         | Europe Écologie                                                                | V-ALE                         |          |
| Mounir Satouri             |       | Europe Écologie Les Verts         | Europe Écologie                                                                | V-ALE                         |          |
| Caroline Roose             |       | Europe Écologie Les Verts         | Europe Écologie                                                                | V-ALE                         |          |
| François Alfonsi           |       | Femu a Corsica                    | Europe Écologie                                                                | V-ALE                         |          |
| Benoît Biteau              |       | Europe Écologie Les Verts         | Europe Écologie                                                                | V-ALE                         |          |
| Gwendoline Delbos-Corfield |       | Europe Écologie Les Verts         | Europe Écologie                                                                | V-ALE                         |          |
| Claude Gruffat             |       | Divers écologiste                 | Europe Écologie                                                                | V-ALE                         |          |
| Lydie Massard              |       | Union démocratique bretonne       | Europe Écologie                                                                | V-ALE                         |          |
| François-Xavier Bellamy    |       | Les Républicains                  | Union de la droite et du centre                                                | PPE                           |          |
| Laurence Sailliet          |       | Les Républicains                  | Union de la droite et du centre                                                | PPE                           |          |
| Arnaud Danjean             |       | Les Républicains                  | Union de la droite et du centre                                                | PPE                           |          |
| Nadine Morano              |       | Les Républicains                  | Union de la droite et du centre                                                | PPE                           |          |
| Brice Hortefeux            |       | Les Républicains                  | Union de la droite et du centre                                                | PPE                           |          |
| Nathalie Colin-Oesterlé    |       | Les Centristes                    | Union de la droite et du centre                                                | PPE                           |          |
| Geoffroy Didier            |       | Les Républicains                  | Union de la droite et du centre                                                | PPE                           |          |
| Anne Sander                |       | Les Républicains                  | Union de la droite et du centre                                                | PPE                           |          |
| Manon Aubry                |       | La France insoumise               | La France insoumise                                                            | GUE/NGL                       |          |
| Leïla Chaibi               |       | La France insoumise               | La France insoumise                                                            | GUE/NGL                       |          |
| Younous Omarjee            |       | La France insoumise               | La France insoumise                                                            | GUE/NGL                       |          |
| Anne-Sophie Pelletier      |       | La France insoumise               | La France insoumise                                                            | GUE/NGL                       |          |
| Emmanuel Maurel            |       | Gauche républicaine et socialiste | La France insoumise                                                            | GUE/NGL                       |          |
| Marina Mesure              |       | La France insoumise               | La France insoumise                                                            | GUE/NGL                       |          |
| Raphaël Glucksmann         |       | Place publique                    | Envie d'Europe écologique et sociale                                           | S&D                           |          |
| Sylvie Guillaume           |       | Parti socialiste                  | Envie d'Europe écologique et sociale                                           | S&D                           |          |
| Aurore Lalucq              |       | Place publique                    | Envie d'Europe écologique et sociale                                           | S&D                           |          |
| Pierre Larrouturou         |       | Nouvelle Donne                    | Envie d'Europe écologique et sociale                                           | S&D                           |          |
| Nora Mebarek               |       | Parti socialiste                  | Envie d'Europe écologique et sociale                                           | S&D                           |          |
| Christophe Clergeau        |       | Parti socialiste                  | Envie d'Europe écologique et sociale                                           | S&D                           |          |
| Pascal Durand              |       | Divers gauche                     | Renaissance, soutenue par La République en marche, le MoDem et ses partenaires | S&D                           |          |
| Nicolas Bay                |       | Reconquête                        | Prenez le pouvoir, liste soutenue par Marine Le Pen                            | NI ⟶ CRE                      |          |
| Maxette Pirbakas           |       | Divers extrême droite             | Prenez le pouvoir, liste soutenue par Marine Le Pen                            | NI                            |          |
| Gilbert Collard            |       | Divers extrême droite             | Prenez le pouvoir, liste soutenue par Marine Le Pen                            | NI                            |          |
| Jérôme Rivière             |       | Divers extrême droite             | Prenez le pouvoir, liste soutenue par Marine Le Pen                            | NI                            |          |
| Hervé Juvin                |       | Divers extrême droite             | Prenez le pouvoir, liste soutenue par Marine Le Pen                            | NI                            |          |

## Députés européens entrés en cours de mandature
À partir du 1er février 2020, à la suite du retrait du Royaume-Uni de l'Union européenne, la France obtient cinq sièges de députés européens.
| Entrant             | Parti                               | Groupe  | En remplacement de       | Date              | Motif                            |
| ------------------- | ----------------------------------- | ------- | ------------------------ | ----------------- | -------------------------------- |
| Jean-Lin Lacapelle  | Rassemblement national              | ID      |                          | 1er février 2020  | Retrait du Royaume-Uni de l'UE   |
| Sandro Gozi         | Italia Viva                         | RE      | 1er février 2020         |                   | Retrait du Royaume-Uni de l'UE   |
| Ilana Cicurel       | LREM                                | RE      | 1er février 2020         |                   | Retrait du Royaume-Uni de l'UE   |
| Claude Gruffat      | Divers écologiste                   | V-ALE   | 1er février 2020         |                   | Retrait du Royaume-Uni de l'UE   |
| Nora Mebarek        | Parti socialiste                    | S&D     | 1er février 2020         |                   | Retrait du Royaume-Uni de l'UE   |
| Max Orville         | Mouvement démocrate                 | RE      | Chrysoula Zacharopoulou  | 20 mai 2022       | Nomination au gouvernement       |
| Marie Dauchy        | Rassemblement national              | ID      | Helène Laporte           | 29 juillet 2022   | Élection à l'Assemblée nationale |
| Éric Minardi        | Rassemblement national              | ID      | Joëlle Mélin             | 29 juillet 2022   | Élection à l'Assemblée nationale |
| Patricia Chagnon    | Rassemblement national              | ID      | Julie Lechanteux         | 29 juillet 2022   | Élection à l'Assemblée nationale |
| Marina Mesure       | La France insoumise Parti de gauche | GUE/NGL | Manuel Bompard           | 29 juillet 2022   | Élection à l'Assemblée nationale |
| Christophe Clergeau | Parti socialiste                    | S&D     | Éric Andrieu             | 2 juin 2023       | Démission                        |
| Catherine Amalric   | Parti radical                       | RE      | Véronique Trillet-Lenoir | 10 août 2023      | Décès                            |
| Lydie Massard       | Union démocratique bretonne         | V-ALE   | Yannick Jadot            | 24 septembre 2023 | Élection au Sénat                |
| Laurence Sailliet   | Les Républicains                    | PPE     | Agnès Evren              | 24 septembre 2023 | Élection au Sénat                |
| François Thiollet   | Europe Écologie Les Verts           | V-ALE   | Michèle Rivasi           | 30 novembre 2023  | Décès                            |
| Guy Lavocat         | Renaissance                         | RE      | Stéphane Séjourné        | 12 janvier 2024   | Nomination au gouvernement       |

## Bilan des députés français
Les gagnants en France des élections européennes de 2019, les députés français du rassemblement national inscrits au groupe Identité et démocratie considèrent qu'ils sont dans l'opposition et qu'ils n'ont pas de bilan à défendre. Le président du rassemblement national est "rapporteur fictif" d'un rapport sur l'intelligence artificielle à l'ère du numérique. Gilles Lebreton, professeur de droit public, a écrit six rapports. Ils se sont opposés à 60% des textes proposés au Parlement européen, selon Jean-Paul Garraud.

« On a déposé plus de 14 000 amendements, nous sommes intervenus en hémicycle lors des plénières avec plus de 700 interventions, nous avons interrogé la Commission européenne avec près de 1 700 interpellations. Nous avons fourni plus de 1 300 explications de votes. Nous avons obtenu des rapports, le plus intéressant étant celui sur l'intelligence artificielle »

— Jean-Paul Garraud.
Les douze eurodéputés français inscrits au groupe d'opposition écologiste et régionaliste ont écrit 19 rapports. Les 6 députés français du groupe de la gauche ont écrit 21 rapports.

« Parmi les choses qui m'ont le plus choqué, c'est leur soutien à la Russie. Il y a des milliers de morts en Ukraine. Et quand le Parlement organise un hommage, le RN n'est pas là ou reste assis. Ce sont vraiment les alliés de Poutine malgré la barbarie. »

— Pierre Larrouturou, député européen du groupe social-démocrate